# Schizanthus tricolor
Schizanthus tricolor är en potatisväxtart som beskrevs av J. Grau och E. Gronbach. Schizanthus tricolor ingår i släktet fjärilsblomsterssläktet, och familjen potatisväxter. Inga underarter finns listade i Catalogue of Life.